# ژواین
ژواین (تلفظ در فرانسوی: [ʒwɛɲ]) یک کمون در دپارتمان اِن و منطقه او-دو-فرانس در شمال فرانسه است.